# Euryaulax vacuola
Euryaulax vacuola är en insektsart som först beskrevs av Jacobi 1928.  Euryaulax vacuola ingår i släktet Euryaulax och familjen spottstritar. Inga underarter finns listade i Catalogue of Life.